# きょしちょう座
きょしちょう座（きょしちょうざ、Tucana）は現代の88星座の1つ。16世紀末に考案された新しい星座で、「巨嘴鳥」の通称でも知られるオオハシをモチーフとしている。天の川銀河の伴銀河の1つ小マゼラン雲は、この星座の南東部、みずへび座との境界近くに広がって見える。

## 主な天体
小マゼラン雲は、アンドロメダ銀河、大マゼラン雲と共に、肉眼で見ることができる系外銀河として特に有名である。また球状星団きょしちょう座47は、球状星団としてはケンタウルス座のω星団に次いで全天で2番目に明るく、肉眼で見ることができる。
銀河平面から離れた位置にあり、遠方銀河の観測に適していることから、1998年9月から10月にかけてこの星座の領域内の赤経 22h 32m 56.22s・赤緯−60° 33′  02.69″の一角を対象に「ハッブルディープフィールド・サウス (HDF-S)」と呼ばれるハッブル宇宙望遠鏡の広視野カメラWFPC2による長時間露光観測が実施された。この観測によって120億光年以上彼方にある銀河を含む2,500個以上の遠方銀河が発見された。

### 恒星
2022年4月現在、国際天文学連合 (IAU) によって2個の恒星に固有名が認証されている。
- HD 7199：国際天文学連合の100周年記念行事「IAU100 NameExoworlds」でモザンビークに命名権が与えられ、主星はEmiw、太陽系外惑星はHairuと命名された[6]。
- HD 221287：国際天文学連合の100周年記念行事「IAU100 NameExoworlds」でクック諸島に命名権が与えられ、主星はPoerava、太陽系外惑星はPipiteaと命名された[6]。

そのほか、以下の恒星が知られる。
- α星：見かけの明るさ2.82等の橙色巨星で3等星[7]。きょしちょう座で最も明るく見える恒星。
- β星：少なくとも5つの星からなる連星系で、β1（4.289等）・β2（4.514等）・β3（5.09等）の3つが特に明るく見える[8]。β3とβ1・β2のペアは約9′離れており[8]、双眼鏡や肉眼で分離して見ることができる。β1とβ2は約27″離れており[8]、小型の天体望遠鏡で分離して見ることができる。β1は、約2.5″離れた位置にある13.5等の暗い星を伴星に持っている。またβ2も、4.488等のβ2Aと6.54等のβ2Bの2星からなる連星である。これらのβ Tuc星系に属する星々は、より大きなアソシエーションであるTucana-Horologium association（英語版） (THA) に属しているとされる。
- ζ星：見かけの明るさ4.23等、スペクトル型F9.5Vの主系列星で4等星[9]。太陽と似た特徴を持つ「ソーラーアナログ」の1つとされる[10]。
- η星：見かけの明るさ4.989等の5等星[11]。THA のメンバーとされる[11]。

### 星団・星雲・銀河

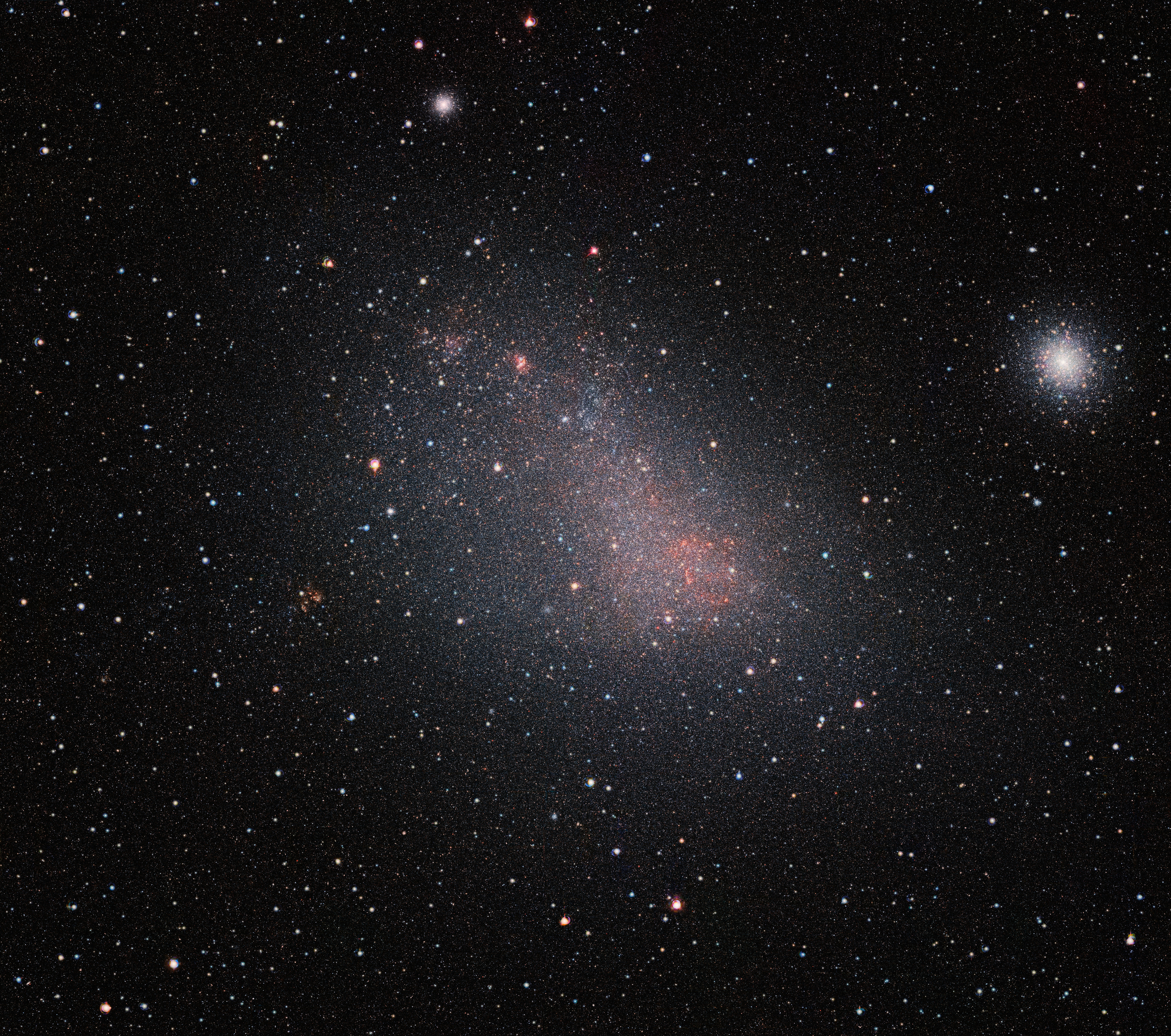
南米チリ パラナル天文台の広視野可視光・赤外線反射望遠鏡VISTAによって撮像された小マゼラン雲（中央）。右に見える光点の塊が球状星団きょしちょう座47、上部に見える光点が球状星団NGC 362である。

- NGC 104：「きょしちょう座47 (47 Tuc)」の別名で知られる球状星団。太陽系から約14,400 光年の距離にある[12]。見かけの明るさ4.09等[12]と、肉眼でも見ることができる。パトリック・ムーア（英語版）がアマチュア天文家の観測対象に相応しい星団・星雲・銀河を選んだコールドウェルカタログで106番に選ばれている[13]。「47 Tuc」という名称は、1801年にヨハン・ボーデが刊行した星表『Allgemeine Beschreibung und Nachweisung der Gestirne』の中で47番の番号を付けたことに由来する[14][注 1]。
- NGC 362：太陽系から約30,700 光年の距離にある球状星団[15]で、コールドウェルカタログの104番に選ばれている[13]。80億-110億年前に天の川銀河と衝突して吸収された「Gaia Enceladus-Sausage」という銀河の痕跡と考えられている[16]。
- NGC 292：「小マゼラン雲 (英: Small Magellanic Cloud, SMC)」の呼び名で知られる、天の川銀河の伴銀河[17]。太陽系から約20万 光年の距離にある矮小銀河で、天の川銀河と同じく局所銀河群に属しており、形状分類では不規則銀河[17]とも棒渦巻銀河[18]ともされる。この星座の南東部、みずへび座との境界付近に広がって見える。
- きょしちょう座矮小銀河：1990年に発見された、天の川銀河から約300万 光年の距離にある矮小銀河で、天の川銀河と同じく局所銀河群に属している[19]。
- ISOHDFS 27：HDF-Sで観測された領域で発見された渦巻銀河。天の川銀河から約60億 光年の距離にあり、約1.04×1012太陽質量、天の川銀河の約4倍の質量を持つと推定されており、既知の渦巻銀河の中で最大の質量を持つとされた[20]。

## 由来と歴史

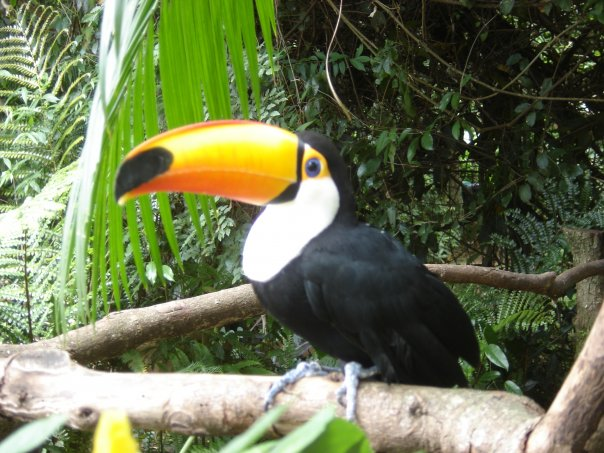
南米ブラジルに生息するオニオオハシ。

この星座のモチーフとされるのは、中南米に生息する大きなクチバシを持つキツツキ目の鳥「オオハシ (英: Toucan)」である。Toucan という名称は、オオハシの鳴き声に由来するとも、グアラニー語で「骨の鼻」を意味する言葉に由来するともされる。
きょしちょう座は、1603年にヨハン・バイエルが出版した星図『ウラノメトリア』で世に知られるようになったためバイエルが新たに設定した星座と誤解されることがあるが、実際は1598年にフランドル生まれのオランダの天文学者ペトルス・プランシウスが、オランダの航海士ペーテル・ケイセルとフレデリック・デ・ハウトマンが1595年から1597年にかけての東インド航海で残した観測記録を元に、オランダの天文学者ヨドクス・ホンディウスと協力して製作した天球儀に大きなクチバシを持つ鳥の姿を描き、ラテン語で Toucan という星座名を記したことに始まる。そのため近年はケイセルとデ・ハウトマンが考案した星座とされているが、ケイセル、プランシウスのいずれが真の考案者であるのかについては見解が分かれている。
プランシウスは、1598年に製作した天球儀に大きなクチバシを持つ鳥の姿を描き、ラテン語で「オオハシ」を意味する Toucan と書き記した。ホンディウスが1600年と1601年に製作した天球儀、そしてヨハン・バイエルがこれらの天球儀からデータをそっくり写して作成した星図『ウラノメトリア』でも同じく Toucanと記された。東インド航海の観測記録とは全く関係のない南米の鳥オオハシがなぜこの星座のモチーフに選ばれたのかは明らかでない。
オランダの天文学者・科学史家のエリー・デッカーは、1598年より前に Columba Nohae（ノアのハト、現在のはと座）や Crux（現在のみなみじゅうじ座）といった新星座を考案した経験を持つプランシウスは新星座を設けることに躊躇がなかったこと、東インド航海中の1596年9月に客死したケイセルには自身の観測記録から新たな星座を割り当てるだけの時間を持ち得なかったであろうこと、そしてプランシウスが1594年に製作した星図の外側にオオハシやクジャク、カメレオンなどの挿絵を描いていたことに着目し、この星座を含む12星座を考案したのはケイセルではなくプランシウスである、としている。これに対して、イギリスの天文学史家のイアン・リドパスは、ケイセルが東インドへの航海以前に南米大陸に渡航していたことに着目し、南米でオオハシを見たケイセルがこの星座を考案した可能性がある、としている。

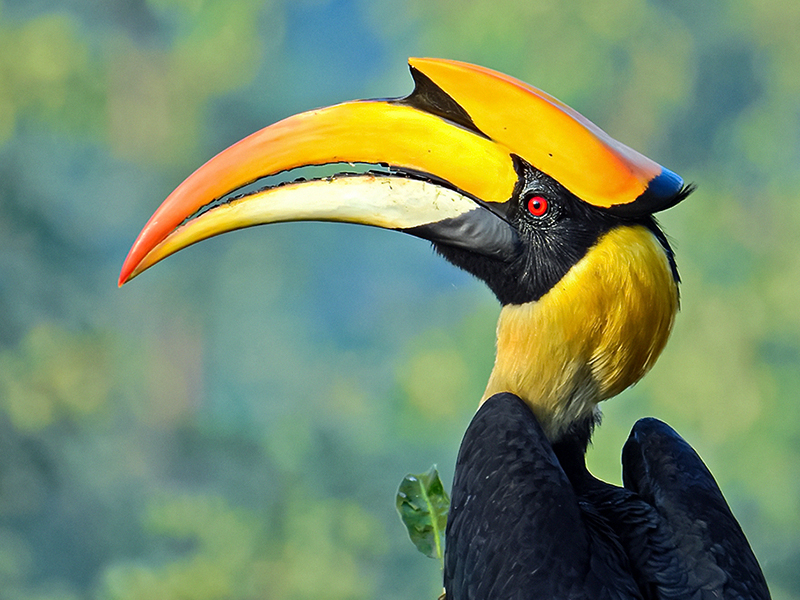
東南アジアに生息するオオサイチョウ。

一方デ・ハウトマンは、第2回の東インド渡航（1598-1602年）で得た観測記録を元に1603年に製作した星表に、オランダ語で Den Indiaenschen Exster, op Indies Lang ghenaemt、すなわち「インドでは Lang と呼ばれるインドのカササギ」と記載した。これは、東南アジアに生息する大きなクチバシとトサカを持つ鳥「サイチョウ」のことを指している。また、オランダの天文学者ウィレム・ブラウも、デ・ハウトマンの第2回東インド航海での観測記録を元に製作した1603年の天球儀にサイチョウの姿とラテン語で Pica Indica ab Indis Lang、すなわち「インドで Lang と呼ばれるインドのカササギ」と記した。しかし、デ・ハウトマンやブラウの意匠を引き継ぐ者はおらず、オオハシが星座のモチーフとして生き残ることとなった。
バイエル『ウラノメトリア』の Toucan とブラウの天球儀の Pica Indica の比較。
- 『ウラノメトリア』に描かれた Toucan。
- ウィレム・ブラウ製作の天球儀（1603年）に描かれた Pica Indica。

バイエルの『ウラノメトリア』以降は主に Toucan という名称が使われ、さらにヨハネス・ケプラーやエドモンド・ハリーは「アメリカのガチョウ」という意味の Anser Americanus というラテン語名を併記していた。フランスの天文学者ニコラ＝ルイ・ド・ラカイユは、彼の死後1763年に刊行された天文書『Coelum australe stelliferum』の中でラテン語化した Tucana という名称を用いた。これ以降、イギリスの天文学者フランシス・ベイリーの『The Catalogue of Stars of the British Association for the Advancement of Science』（1845年）やアメリカの天文学者ベンジャミン・グールドの『Uranometria Argentina』（1879年）でも Tucana が採用されるなど、Tucana が一般に用いられるようになった。
1922年5月にローマで開催されたIAUの設立総会で現行の88星座が定められた際にそのうちの1つとして選定され、星座名は Tucana、略称は Tuc と正式に定められた。新しい星座のため星座にまつわる神話や伝承はない。

### 中国
現在のきょしちょう座の領域は、中国の歴代王朝の版図からはほとんど見ることができなかったため、三垣や二十八宿には含まれなかった。この領域の星々が初めて記されたのは明代末期の1631年から1635年にかけてイエズス会士アダム・シャールや徐光啓らにより編纂された天文書『崇禎暦書』であった。この頃、明の首都北京の天文台にはバイエルの『ウラノメトリア』が2冊あり、南天の新たな星官は『ウラノメトリア』に描かれた新星座をほとんどそのまま取り入れたものとなっている。これらの星座はそのまま清代の1752年に編纂された天文書『欽定儀象考成』に取り入れられており、きょしちょう座の星は鳥のクチバシを表す「鳥喙」という星官に配されていた。

## 呼称と方言
日本では明治末期には「巨嘴鳥」という訳語が充てられていた。これは、1910年（明治43年）2月に刊行された日本天文学会の会誌『天文月報』の第2巻11号に掲載された、星座の訳名が改訂されたことを伝える「星座名」という記事で確認できる。この訳名は、1925年（大正14年）に初版が刊行された『理科年表』にも「巨嘴鳥（きやしてう）」として引き継がれ、1944年（昭和19年）に天文学用語が見直された際も「巨嘴鳥（きやしてう）」が継続して採用された。戦後の1952年（昭和27年）7月に日本天文学会が「星座名はひらがなまたはカタカナで表記する」とした際に、Tucana の日本語の学名は「きよしちよう」と改められた。さらに1974年（昭和49年）1月に刊行された『学術用語集（天文学編）』で仮名遣いが改められ「きょしちょう」が星座名とされた。この改定以降は「きょしちょう」が星座名として継続して用いられている。
これに対して、天文同好会の山本一清らは異なる訳語を充てていた。天文同好会の編集により1928年（昭和3年）4月に刊行された『天文年鑑』第1号では星座名 Tucana に対して「トウカン」の訳語を充てた。さらに、1931年（昭和6年）3月に刊行した『天文年鑑』第4号では「トウカン鳥」の訳名を充てており、以降の号でもこの星座名と訳名を継続して用いていた。山本は、私設天文台の「田上天文台」名義で刊行した『天文年表』の中でも「トウカン鳥」や「トウカン」の訳名を用い続けた。
現代の中国では、カッコウ（杜鵑）またはホトトギス（小杜鵑）の星座とされ、杜鵑座と呼ばれている。